# Cyrtandra longipes
Cyrtandra longipes är en tvåhjärtbladig växtart som beskrevs av Elmer Drew Merrill. Cyrtandra longipes ingår i släktet Cyrtandra och familjen Gesneriaceae. Inga underarter finns listade i Catalogue of Life.